# Leo Losert
Leo Losert (31 de octubre de 1902-22 de octubre de 1982) fue un deportista austríaco que compitió en remo. Fue padre del también remero Dieter Losert.
Participó en los Juegos Olímpicos de Ámsterdam 1928, obteniendo una medalla de bronce en la prueba de doble scull.

## Palmarés internacional
| Juegos Olímpicos | Juegos Olímpicos         | Juegos Olímpicos  | Juegos Olímpicos |
| Año              | Lugar                    | Medalla           | Prueba           |
| ---------------- | ------------------------ | ----------------- | ---------------- |
| 1928             | Ámsterdam (Países Bajos) | Medalla de bronce | Doble scull      |